# Lubień Kujawski
Lubień Kujawski é um município da Polônia, na voivodia da Cujávia-Pomerânia e no condado de Włocławek. Estende-se por uma área de 2,31 km², com 1 391 habitantes, segundo os censos de 2017, com uma densidade de 602,2 hab/km².